# トゥルー・ラヴ
「トゥルー・ラヴ」 ("True Love")は、アメリカの作曲家コール・ポーターの作詞・作曲した歌曲である。

## 解説
「トゥルー・ラヴ」は1956年のチャールズ・ウォルターズ監督によるミュージカル映画『上流社会』（High Society）の挿入曲であり、オリジナルの歌手はビング・クロスビーとグレース・ケリーのデュエットであった。
アメリカの『ビルボード』誌では、1956年11月10日に週間ランキング最高位の第5位を獲得した。同誌の1956年年間ランキングは第14位である。同年アカデミー賞歌曲賞にノミネートされたが、受賞には至らなかった。
甘美な旋律は広く愛好され、ポーターの代表作の一つとされている。多くのカヴァーで知られるが、ビートルズのメンバー、ジョージ・ハリスンによる歌唱（アルバム『33 1/3』に収録、イギリスでのみシングル・リリースされた）は特に有名である。